# Mambara
Mambara là một chi bướm ngày thuộc họ Lycaenidae.